# NHibernate
NHibernate — ORM-решение для платформы Microsoft .NET, портированное с Java. Это бесплатная библиотека с открытым кодом, распространяется под лицензией GNU Lesser General Public License.
NHibernate позволяет отображать объекты бизнес-логики на реляционную базу данных. По заданному XML-описанию сущностей и связей NHibernate автоматически создает SQL-запросы для загрузки и сохранения объектов.
NHibernate является портом на .NET популярной на платформе Java библиотеки Hibernate. Версия 1.0 покрывает набор возможностей Hibernate 2.1, а также часть возможностей Hibernate 3. NHibernate 1.2.1, выпущенная в ноябре 2007 года, предоставляет ещё больше возможностей из Hibernate 3, поддерживает .NET 2.0, хранимые процедуры, generics и nullable типы. NHibernate 2.0.1, выпущенная в конце сентября 2008 года предоставляет бо́льшую часть возможностей Hibernate 3.

## Поддерживаемые СУБД
- Microsoft SQL Server
- Oracle
- Microsoft Access
- Firebird
- PostgreSQL
- DB2 UDB
- MySQL
- SQLite